# Peter Muck
Peter Muck (* 22. August 1919 in Leipzig; † 10. April 2011) war ein deutscher Musiker.

## Leben
Muck studierte bis 1938 an der Musikhochschule Leipzig Violine bei Heinrich Schachtebeck und Walther Davisson. Nach Arbeits- und Kriegsdienst sowie Gefangenschaft war er von 1947 bis 1949 Mitglied des Gewandhausorchesters und des Gewandhaus-Quartetts. Im Herbst 1949 trat er zunächst als Geiger in das Philharmonische Orchester Berlin ein. 1950 wechselte er zur Bratsche. Am 31. August 1979 ging er in den Ruhestand.

Im Jahr 1968 begann Muck, Dokumente über die Orchestergeschichte der Berliner Philharmoniker zu sammeln. Anlässlich des einhundertjährigen Bestehens des Orchesters legte er im Mai 1982 die dreibändige Festschrift Einhundert Jahre Berliner Philharmonisches Orchester vor. Mit seiner Sammlung legte er den Grundstein für das Archiv der Berliner Philharmoniker, das bis 2013 im Staatlichen Institut für Musikforschung beheimatet war und seitdem vom Orchester selbständig verwaltet wird.

## Ehrungen
- Verdienstkreuz am Bande der Bundesrepublik Deutschland

## Werke
- Einhundert Jahre Berliner Philharmonisches Orchester. 3 Bände. Hans Schneider, Tutzing 1982, ISBN 3-7952-0339-2, ISBN 3-7952-0340-6, ISBN 3-7952-0341-4.
- Karl Muck: ein Dirigentenleben in Briefen und Dokumenten. Hans Schneider, Tutzing 2003, ISBN 3-7952-1070-4.